# MH370: The Plane That Disappeared
MH370: The Plane That Disappeared (lit. ‘MH370: L'avió que va desaparèixer’, malai: MH370: Pesawat Yang Hilang) és una minisèrie britànica documental dirigida per Louise Malkinson sobre la desaparició del vol 370 de Malaysia Airlines el 2014. Es va estrenar el 8 de març de 2023 a Netflix i consta de 3 episodis.

## Argument
El 8 de març de 2014, el vol 370 de Malaysian Airlines i els 239 passatgers que hi havia a bord van desaparèixer sense deixar rastre. Nou anys més tard, familiars, científics, investigadors i periodistes encara cerquen respostes i explicacions a aquests fets.

## Repartiment
La sèrie disposa de familiars, científics, investigadors i periodistes reals com a elenc, d'entre els quals destaquen Jeff Wise, un jornalista estatunidenc que va publicar el llibre The Plane That Wasn’t There: Why We Haven’t Found MH370 (2016), i Florence de Changy, una reportera i corresponsal francesa que va escriure The Disappearing Act: The Impossible Case of MH370 (2021).

## Estrena
Netflix va estrenar la sèrie internacionalment en el novè aniversari de la desaparició protagonitzada, és a dir, el 8 de març de 2023.

## Recepció
The Indian Express va titllar la sèrie d'absurda per «vendre [a l'espectador] deliberadament teories de conspiració».
Segons The Daily Beast, la sèrie dona tres explicacions «dubtoses» per a justificar la desaparició de l'avió i «neda en aigües tèrboles i absurdes», però que proporciona «un context enlluernador pel qual s'entén que alguns creguin en coses increïbles».
The Week va afirmar que la sèrie és «un intent fluix de fomentar teories de conspiració». Van afirmar el següent: «El misteri més gran de tots és per què Netflix ha ofert a aquests conspiradors una plataforma per a difondre les seves idees il·lògiques, acientífiques i estrafolàries. Aquesta docusèrie de tres episodis no és més que un podi per a teories infundades, lucrament al cost de les pobres ànimes que van desaparèixer i de les seves famílies».
El Chicago Sun Times va definir-la com irresistible així: «Tantes de les teories explorades per MH370: The Plane That Disappeared són estrafolàries, no del tot completes, difícilment creïbles. I, així i tot... sabem que va passar alguna cosa estranya i tràgica».
El mitjà CinimaBlend va ressenyar la sèrie dient que «mentre que no n'hauries d'esperar gaires respostes, les qüestions posades al llarg de la sèrie afegeixen una capa d'intriga a una història de per si misteriosa». També va comentar que la classificació d'edat, que en desrecomana el visionatge a menors de 14 anys, difereix de l'usual dels documentals de temàtica criminal tenint en compte els temes que tracta i el llenguatge que utilitza.
Decider va declarar que les teories de conspiració que presenta «són ben presentades en un enfilall conduït per Wise». Va concloure així: «que gaudeixis d'aquesta docusèrie dependrà bàsicament de si compres les teories postulades pel reporter d'investigació Wise, els seus col·legues jornalistes i aviadors experts. És per força l'única manera en què el visionatge no es tornarà per a tu un pou sense fons de teories conspiranoiques i poc més».

## Episodis
| Núm. | Títol           | Direcció         | Data d'estrena original |
| ---- | --------------- | ---------------- | ----------------------- |
| 1    | «The Pilot»     | Louise Malkinson | 8 de març de 2023       |
| 2    | «The Hijack»    | Louise Malkinson | 8 de març de 2023       |
| 3    | «The Intercept» | Louise Malkinson | 8 de març de 2023       |

## Polèmiques

### Informació incorrecta sobre els esforços del Vietnam per buscar l'avió
Netflix va retirar el 13 d'abril el primer episodi de la docuserie que tractava de la pèrdua del vol MH370 de Malaysia Airlines, de la seva plataforma de reproducció a Vietnam, ja que l'episodi contenia informació incorrecta sobre els esforços del Vietnam per buscar l'avió. La retirada va seguir un requisit de Le Quang Tu Do, cap de l'Autoritat de Radiodifusió i Informació Electrònica del Ministeri d'Informació i Comunicacions. La portaveu adjunta del ministeri d'Afers Exteriors vietnamita, Pham Thu Hang, va subratllar que el primer episodi afirmava inexactement que Vietnam no va cooperar en els esforços internacionals per buscar l'avió desaparegut, provocant frustració entre el públic del país del sud-est asiàtic.
"Com tots sabem, fins ara, les autoritats competents no han donat una conclusió oficial sobre l'incident de l'MH370, per tant, que el documental MH370: The Plane That Disappeared va donar avaluacions sense la conclusió oficial de les autoritats significa que la informació és incorrecta, infundada., i no reflecteix amb precisió els esforços de les autoritats vietnamites, causant descontentament a l'opinió pública vietnamita. Demanem als productors i cineastes que retratin amb precisió les contribucions del Vietnam en la recerca i rescat de l'avió i que eliminen o modifiquin la informació inexacta."
També va subratllar que, immediatament després de la desaparició del vol MH370 de Malaysia Airlines el març de 2014, les autoritats vietnamites van preparar un pla de resposta, van compartir informació, es van coordinar amb Malàisia i altres països per dur a terme una recerca i rescat a gran escala i van donar suport estrangers. Aquells esforços en aquell moment van ser reconeguts per la comunitat internacional i reflectits per la premsa a Vietnam ia l'estranger, va assenyalar Hằng. Just després de la desaparició del vol MH370 de Malaysia Airlines, Vietnam va presentar ràpidament plans de recerca i rescat, segons el Ministeri d'Afers Exteriors vietnamita. Aleshores, Vietnam va enviar vaixells i avions juntament amb personal a buscar l'MH370 a les seves aigües amb forces internacionals durant més d'una setmana, però no va poder trobar l'avió. Així, el país va cessar els esforços de recerca i rescat, amb les forces estrangeres obligades a abandonar les aigües vietnamites.